# Midi E 4500
Die Lokomotiven der Baureihe E 4500 waren regelspurige Elektrolokomotiven der französischen Eisenbahngesellschaft Compagnie des chemins de fer du Midi (Midi). Sie waren weitgehend identisch mit den Maschinen der Baureihe E 4000, von deren ersten Serie unterschieden sie sich lediglich durch eine andere Getriebeübersetzung und das Vorhandensein rheostatischer Bremsen. 1938 wurden sie mit neuen Betriebsnummern von der in jenem Jahr gegründeten Staatsbahn SNCF übernommen.

## Vorgeschichte
Die Midi war die einzige der großen französischen Bahngesellschaften, deren Gleise nicht bis in die Hauptstadt Paris führten. Ihre Strecken lagen südlich des Zentralmassivs zwischen dem Atlantik und dem Mittelmeer und führten bis weit in die nördlichen Pyrenäen hinein. Da die Kohlenreviere weit entfernt im Norden Frankreichs lagen, musste der Brennstoff für den Betrieb der Dampflokomotiven über weite Strecken anderer Gesellschaften herbeigeschafft werden. Daher wurde bereits um 1909 ein umfangreiches Elektrifizierungsprogramm unter Nutzung der in den Pyrenäen verfügbaren Wasserkräfte entwickelt.
Gewählt wurde eine Stromzufuhr mittels Oberleitung bei einer Wechselspannung von 12 kV und einer Frequenz von 16 2⁄3 Hz. Zwischen 1912 und 1914 wurde auf vier Strecken der elektrische Betrieb aufgenommen.
Die extreme Knappheit an Kohle während des Ersten Weltkriegs – die wichtigsten Kohlenreviere waren von deutschen Truppen besetzt – veranlasste die Regierung zum Beschluss einer Elektrifizierung von weiteren Eisenbahnstrecken. Während jene bei den nord- und ostfranzösischen Strecken aus militärstrategischen Gründen aber verworfen wurde, befürwortete man die Elektrifizierung von Bahnen in der Südhälfte Frankreichs und im Großraum Paris mit 1500 V Gleichspannung. Zur Vereinheitlichung der Elektrifizierung im Land wurde am 29. August 1920 die Verwendung dieser Spannung bindend vorgeschrieben. Damit sollte sichergestellt werden, dass in einem erneuten Verteidigungsfall die Lokomotiven netzübergreifend eingesetzt werden konnten. Drei ihrer bereits elektrifizierten Strecken stellte die Midi daraufhin auf das verordnete Stromsystem um.

## Geschichte und Beschreibung

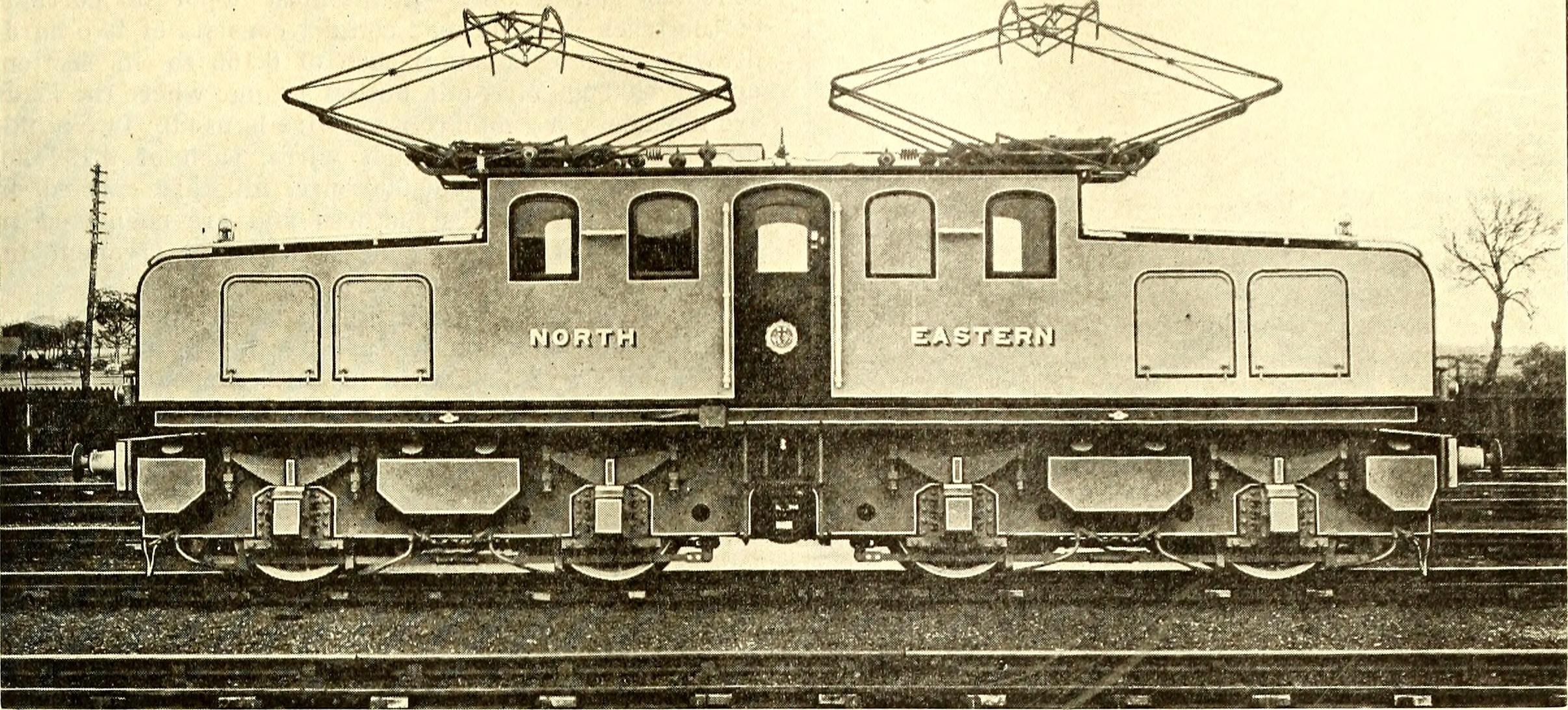
Elektrische Lok der North Eastern Railway, spätere EF 1 (1916)

Da keine entsprechenden Maschinen aus einheimischer Fabrikation entwickelt worden waren, sah sich 1918 eine Gruppe von Ingenieuren der Midi diesbezüglich in Großbritannien um. Bei der North Eastern Railway liefen zehn vierachsige Drehgestell-Lokomotiven (spätere Baureihe EF 1) mit Motoren von Dick, Kerr & Co., auf die man als Grundlage für eine eigene Entwicklung zurückgriff. Die Firma Constructions électriques de France (CEF) erhielt den Auftrag, 50 entsprechende Maschinen zu bauen, Dick-Kerr selbst lieferte Pläne und einen Teil der Motoren. Während die E 4001–4004 originale Dick-Kerr-Motoren erhielten, wurden jene der weiteren Lokomotiven in Lizenz hergestellt. Die Baureihen E 4000 (für Güterzüge; Höchstgeschwindigkeit 60 km/h) und E 4500 (für den Reiseverkehr; Höchstgeschwindigkeit 90 km/h) unterschieden sich nur durch die Getriebeübersetzung und das Fehlen rheostatischer Bremsen bei den Güterzugloks. Anders als die britischen Loks wiesen die französischen aber – US-Konstruktionsprinzipien entsprechend – einen Boxcab-Lokomotivkasten mit zwei Endführerständen auf.

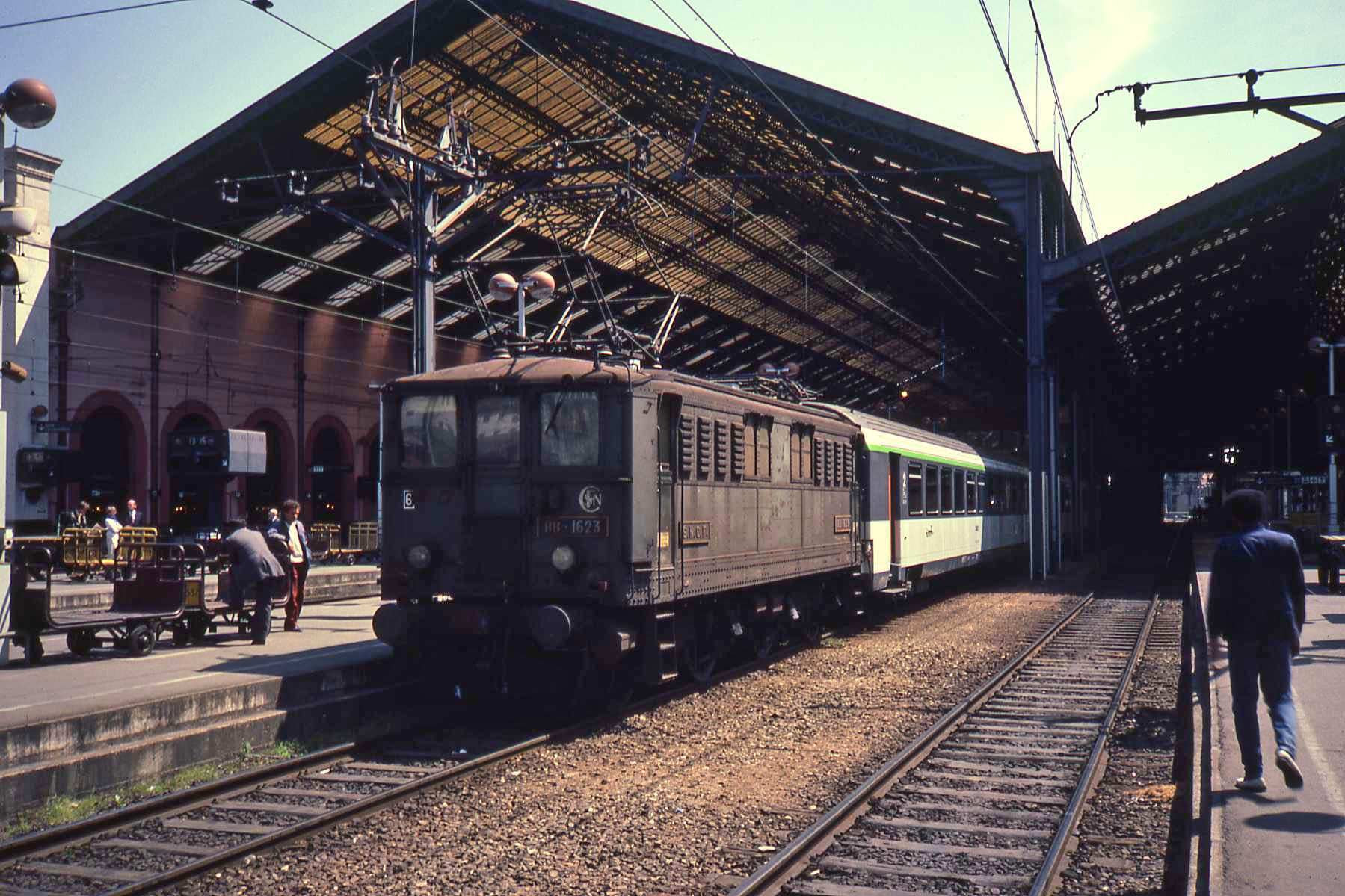
Ehemalige E 4523 als Rangierlokomotive BB 1623 im Bahnhof Lyon-Perrache (1984)

Ab 1923 verließen die 30 Maschinen der Baureihe E 4500 das Werk. Dem Dampflokomotivbau wurden die Lokomotivlaternen entnommen; die französischen Bahngesellschaften – einschließlich der SNCF – zögerten lange mit der Einführung elektrischer Spitzensignale. Die Scherenstromabnehmer wurden durch Federn gehoben und mittels Leinen abgesenkt. Wie die E 4000 waren die Loks mit einer Nutzbremse ausgestattet.
Ende 1925 hatte das elektrifizierte Netz der Midi die Streckenlänge von 400 km überschritten. Die britischen Motoren, die bei der Nutzbremsung als Generatoren arbeiteten, hatten sich für die Topografie der Pyrenäen als wenig geeignet erwiesen. Sie waren nicht optimal angeordnet und neigten zu Überhitzung, die Schütze des Nockenschaltwerks waren den Belastungen nicht gewachsen. Nach einigen gravierenden Schäden in der Elektrik wurden die E 4000 abgestellt, und Dampflokomotiven übernahmen wieder den Güterverkehr. Bei CEF in Tarbes wurden diese Maschinen ab 1926 umgebaut, den E 4500 angeglichen und als E 4531–4550 dieser Baureihe zugeordnet. Wegen der Tendenz der Motoren zum Überhitzen wurde dabei die Leistung von 1030 kW auf 773 kW reduziert. Bei sieben der Loks wurden ab 1931 die Motoren der Bauart DK 80 durch solche des Typs M1 ersetzt.
Die SNCF reihte die Loks nach der Übernahme 1938 in ihr Nummernschema ein. Die ehemaligen E 4501–4530 wurden zu BB 4501–4530, die E 4531–4550 (ursprüngliche E 4001–4020) in BB 4531–4543 (DK-80-Motoren) bzw. BB 4593–4599 (M1-Motoren) umgezeichnet. Gemeinsam mit der Schwesterbaureihe E 4000 (zweite Serie) wurden die E 4500 nach dem Zweiten Weltkrieg zu Rangierlokomotiven umgebaut. Die BB 4501–4530 wurden zwischen 1953 und 1957 zu den BB 1601–1630, die BB 4531–4543 und BB 4593–4599 zu BB 1631–1650.

## Abstellung und Verbleib

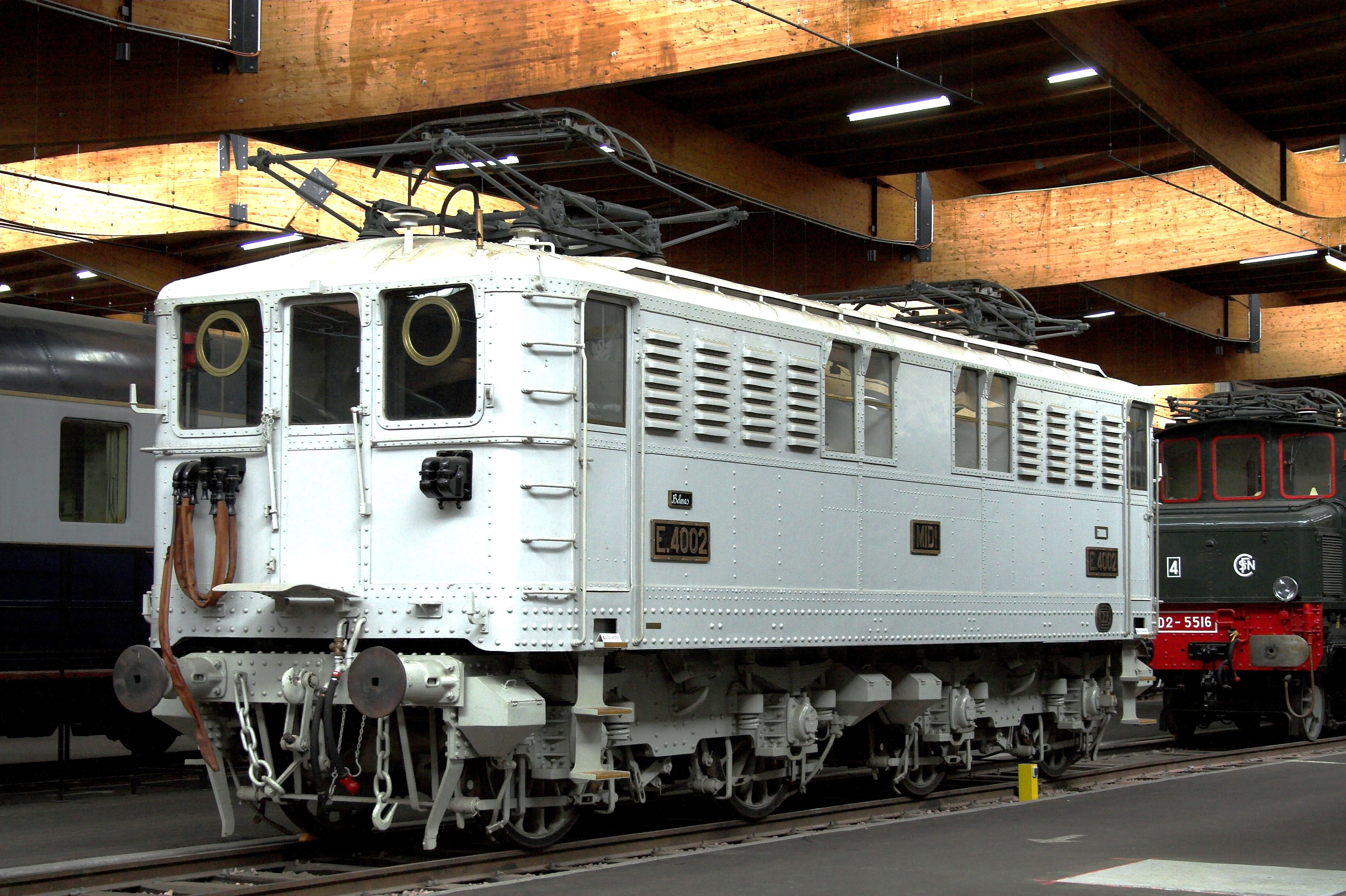
Museumslokomotive E 4002 im Eisenbahnmuseum Cité du Train

1971 wurden erste Maschinen ausgemustert. Am 15. Dezember 1984 wurde mit der BB 1613 (ehemalige E 4513 der Midi) des Betriebswerks Chambéry die letzte Lok dieser Baureihe abgestellt.
Mit der E 4002 (nach Umbau E 4532 bzw. spätere BB 1632) blieb im Eisenbahnmuseum Cité du Train in Mülhausen eine Lokomotive dieser Bauart museal erhalten. Dabei handelt es sich aber nicht um die ursprüngliche E 4002, vielmehr wurde die Lokomotive aus altbrauchbaren Teilen zusammengesetzt. Nur die Längswände stammen von der E 4002; die Drehgestelle, Vorderfronten und das Dach wurden der E 4001 (zweite Serie, spätere BB 1501) entnommen. Die Betriebsnummer E 4002 wurde gewählt, da jene Maschine die erste in Frankreich war, die unter 1500 V Gleichspannung verkehrte.